# مكامد (العدين)

تعديل مصدري - تعديل

مكامد محلة تابعة لقرية المثاير، التابعة لعزلة جبل بحري بمديرية العدين إحدى مديريات محافظة إب في الجمهورية اليمنية.، بلغ تعداد سكانها 78 حسب تعداد اليمن لعام 2004.